# Desmomys
Desmomys é um género de roedor da família Muridae.

## Espécies
- Desmomys harringtoni (Thomas, 1902)
- Desmomys yaldeni Lavrenchenko, 2003